# کوستویویچی
کوستویویچی (به صربی: Kostojevići) یک منطقهٔ مسکونی در صربستان است که در بایینا باشتا واقع شده‌است. کوستویویچی ۴۹۵ نفر جمعیت دارد.